# Bettencourt-Saint-Ouen
Bettencourt-Saint-Ouen là một xã ở tỉnh Somme, vùng Hauts-de-France, Pháp.

## Địa lý
Thị trấn này tọa lạc trên đường D57, khoảng 18 dặm Anh về phía tây bắc của Amiens và gần 1 dặm Anh so với tuyến đường ô tô A16.

## Dân số
| 1962                                                           | 1968 | 1975 | 1982 | 1990 | 1999 |
| -------------------------------------------------------------- | ---- | ---- | ---- | ---- | ---- |
| 356                                                            | 377  | 340  | 345  | 389  | 410  |
| Số liệu điều tra dân số từ năm 1962, dân số không tính hai lần |      |      |      |      |      |